# 18087 Яманака
18087 Яманака (18087 Yamanaka) — астероїд головного поясу, відкритий 6 травня 2000 року.
Тіссеранів параметр щодо Юпітера — 3,484.